# Selectie (genetica)
Selectie is de vermindering in succes van voortplanting binnen een populatie op basis van de geschiktheid van het fenotype (de waarneembare uiterlijke kenmerken) van een organisme voor een bepaalde omgeving, waardoor alleen het genotype (de erfelijke eigenschappen) van de overlevenden worden doorgegeven aan de nakomelingen. Het begrip speelt een belangrijke rol in de populatiebiologie als onderdeel van de ecologie, de evolutietheorie en de genetica. 
Er is altijd genetische verscheidenheid in een populatie en daarmee is er ook variatie in hoeverre individuen zijn aangepast aan het milieu (de omgeving). In een natuurlijke omgeving gaat het om natuurlijke selectie, zoals door infraspecifieke (binnen de eigen soort) en interspecifieke (tussen verschillende soorten), klimaat of geologie. concurrentie. Bij kunstmatige selectie speelt de mens een rol, wat weer kan leiden tot de domesticatie van dieren en planten. Bij dieren is er ook seksuele selectie waarbij individuen van het andere geslacht op grond van seksueel aantrekkelijk gevonden eigenschappen worden uitgekozen.

## Classificatie
Bij deze drie vormen van selectie zijn er meerdere mechanismes waarin onderscheid gemaakt kan worden.

### Fenotypische eigenschappen

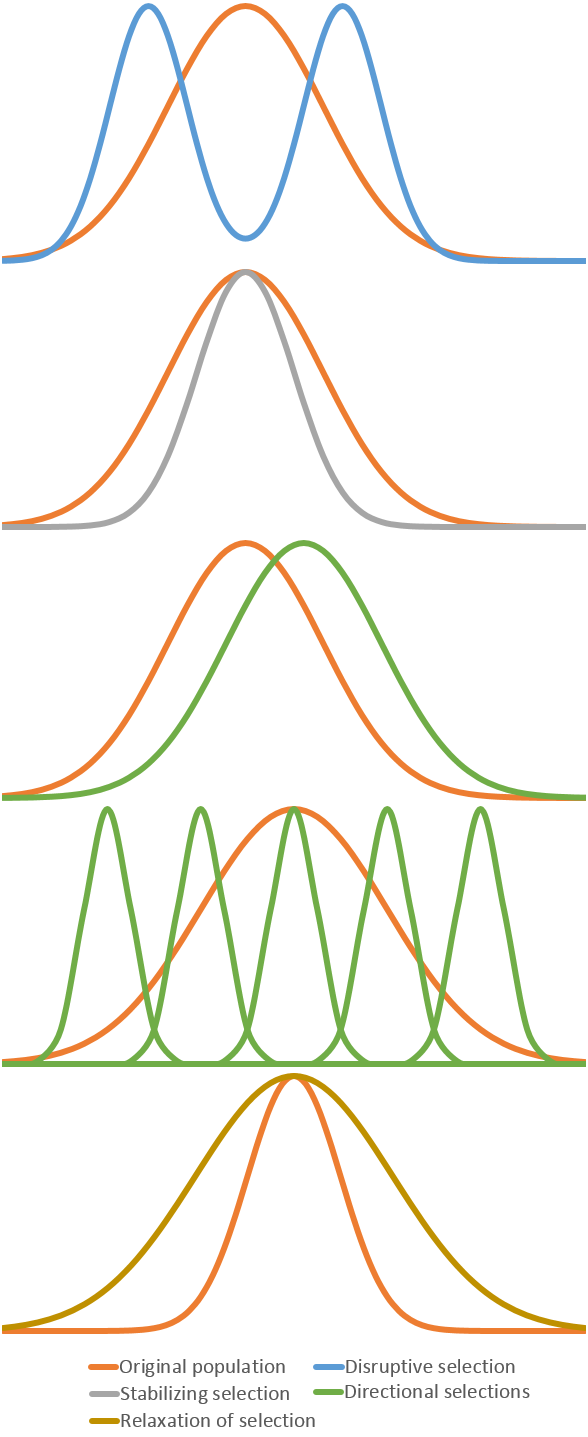
Verbrekende selectie, stabiliserende selectie, gerichte selectie, meerdere gerichte selecties en vermindering van selectie

Selectie leidt tot verschillende fenotypische eigenschappen waarbij onderscheid gemaakt kan worden tussen:
- verbrekende of disruptieve selectie
- stabiliserende selectie
- gerichte of positieve selectie

Bij verbrekende of disruptieve selectie verdwijnen meer gemiddelde kenmerken door negatieve of zuiverende selectie en blijven uiterste vormen over. Dit komt niet veel voor, maar kan optreden door niche-differentiatie, zoals bij de purperastrild (Pirenestes ostrinus) in Kameroen waar vogels voorkomen met een grote snavel voor het kraken van harde zaden en vogels met een kleine snavel voor zachte zaden. Middelgrote snavels zijn bij beide zaden in het nadeel. Verbrekende selectie kan leiden tot sympatrische soortvorming. 
Bij stabiliserende selectie verdwijnen de uitersten juist door zuiverende selectie, waardoor de kenmerken zich concentreren rond een niet-extreem gemiddelde. Dit komt veelvuldig voor.Dit heeft tot gevolg dat de genetische variatie vermindert, wat ook de mogelijkheden tot adaptatie vermindert. Zo zal het kenmerk albino-kleur bij wilde konijnen aanleiding geven tot negatieve selectie: roofdieren zullen deze dieren sneller opmerken en vangen.
Gerichte of positieve selectie bevordert de aanwezigheid van een kenmerk, bijvoorbeeld een betere schutkleur. Bij kunstmatige selectie kan het bewust of onbewust aanzetten tot domesticatie. In het vroege stadium van domesticatie kan ook een verminderde selectiedruk van de natuurlijke selectie een rol spelen. Beide vormen kunnen tot uiting komen in de kenmerken die optreden bij het domesticatiesyndroom.

### Genetische verscheidenheid
Onderscheid in genetische verscheidenheid kan het gevolg zijn van:
- negatieve of zuiverende selectie
- balancerende selectie

### Niveau
Selectie kan op verschillende niveaus werken:
- genenselectie
- verwantenselectie
- groepsselectie

### Behoefte
Op basis van behoefte kan ook een onderverdeling worden gemaakt:
- seksuele selectie
- ecologische selectie

### Levensloop

Op basis van levensloop kunnen twee vormen worden onderscheiden die soms verder onderverdeeld worden:
- overlevingsselectie
  - viability selection voor de vruchtbare leeftijd
  - overlevingsselectie na de vruchtbare leeftijd
- vruchtbaarheidsselectie
  - gametische selectie op het niveau van de gameten
  - compatibility selection op het niveau van de zygoten